# 포스트모더니즘

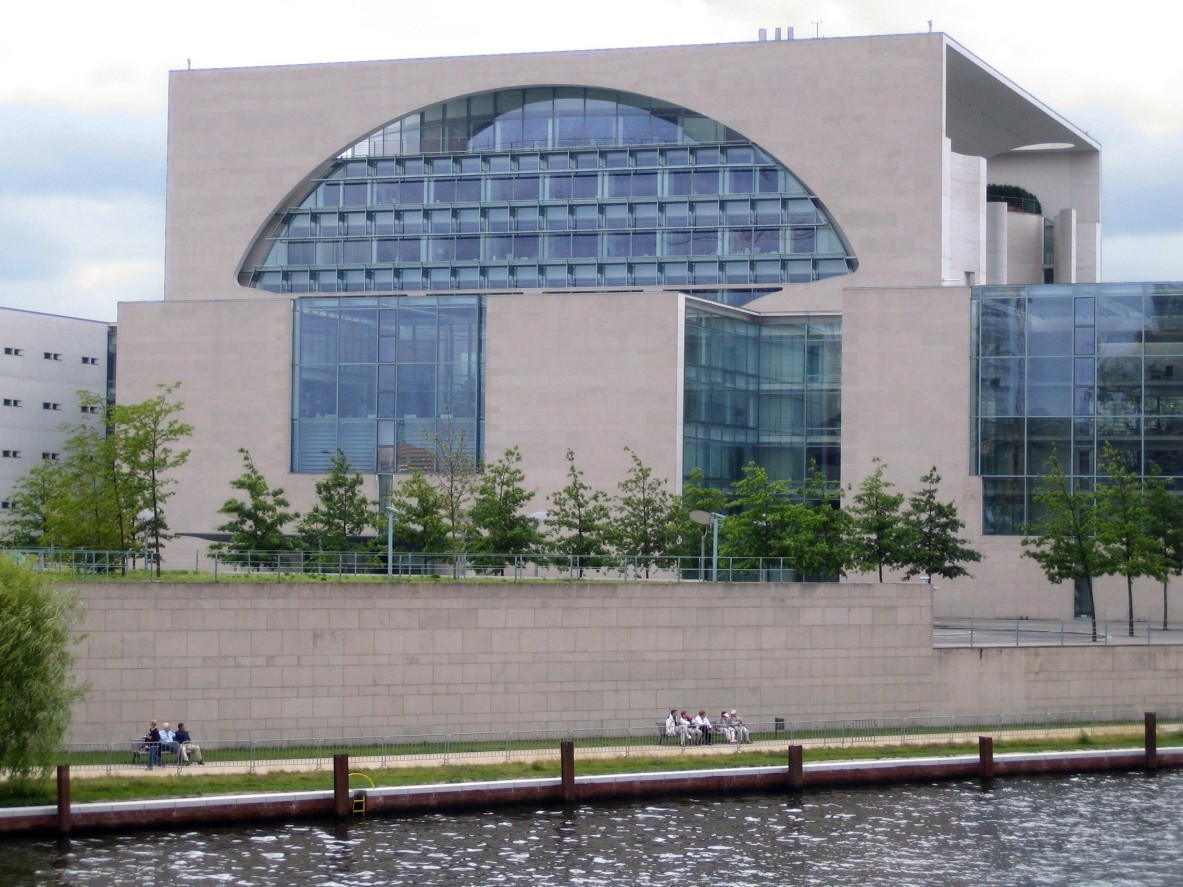
탈근대주의의 영향을 받은 건축물의 모습

포스트모더니즘(영어: postmodernism) 또는 탈근대주의(脫近代主義)는 일반적으로 모더니즘(근대주의)으로부터 벗어나고자 하는 서양의 사회, 문화, 예술의 총체적 운동을 일컫는다. 특히 근대주의의 핵심인 이성(理性) 중심주의에 대한 근본적인 회의를 내포하고 있는 사상적 경향의 총칭이다.
2차 세계대전 및 여성운동, 학생운동, 흑인민권운동과 구조주의 이후 발생한 해체 사상의 영향을 받아 60-70년대 프랑스를 중심으로 일어났다. 탈근대주의의 철학적 기반인 자크 데리다의 탈구축(해체주의) 사상은 "탈중심적", 즉 다원적(多元的)이고 탈이성적인 사고가 가장 큰 특징으로, 데리다를 비롯하여 장 프랑수아 리오타르, 보드리야르 등이 대표적인 탈근대주의 철학자이다.
탈근대주의는 용어 자체가 역사학적 구분에서의 근현대에 스쳐간 수많은 것들을 포함하기 때문에 학자, 지식인, 역사가 사이에서 그 정의를 두고 극한 논쟁이 일고 있는 개념이기도 하다. 그럼에도, 탈근대적 생각이 철학, 예술, 비판 이론, 문학, 건축, 디자인, 마케팅/비즈니스, 역사해석, 문화 등 다방면에 걸쳐 영향을 끼쳤다는 사실에는 대부분 동의한다. 탈근대성(postmodernity)과 탈근대주의는 구분되는 용어로 사용되며, 탈근대주의는 발생한 시기의 사회·문화의 접변 현상만을 가리킨다.

## 서론
탈근대주의는 1960년에 일어난 문화운동이면서 정치 ·경제 ·사회의 모든 영역과 관련되는 한 시대의 이념이다.
탈근대주의를 알기 위해서는 근대주의에 대한 이해가 필요하다. 서구에서 근대 혹은 모던(modern) 시대라고 하면 18세기 계몽주의로부터 비롯된 이성중심주의 시대를 일컫는다
학자들과 역사가들의 거의 대부분은 탈근대주의를 수많은 근대주의의 주요 개념으로부터 반발과 차용을 통해 근대주의를 확장하거나 대체시킨 사조로 본다. 예를 들어, 탈근대주의는 합리성, 객관성, 진보와 같은 이상에 많은 의미를 두었다. 이것들 이외에도 19세기 후반에의 실증주의와 실재주의 운동이나 계몽사상에 뿌리를 둔 여타 사상들을 중시하였다. 비록 탈근대주의의 이러한 이상들이 전반에 존재할 수 있느냐 하는 의문을 던진다 하더라도 말이다
탈근대주의의 신봉자들은 종종 탈근대주의의 특수한 경제·사회적 상황의 결과로써 도출되었다고 주장한다. 그들이 말하는 ‘특수한 경제·사회적 상황’이란 후기자본주의와 방송 매체의 성장 등을 의미하는데, 이러한 상황들이 당시 사회를 새로운 역사적 시기로 진입하게 하였다는 것이 탈근대주의 신봉자들의 주장이다. 그러나 수많은 사상가와 저술가들은 이러한 주장에 대해 탈근대주의는 단지 근대주의의 확장일 뿐이지, 그 자체로 새로운 시대나 사상을 의미하는 것이 아니라고 말한다. 요약하자면, 전기 탈근대주의에 대한 논쟁은 우리 시대의 경제적·기술적인 상황들이 소통과 의미의 항구적이고 객관적인 것, 즉 실체(이데아)로부터 분리되었다는 것에서 비롯된다는 말이다. 소통과 제조, 교통의 혁신에서 비롯된 세계화는 분립된 근대적 삶이나 문화적 다원론, 상호 연결되어 정치, 소통, 지식생산 등의 집중화된 중심을 잃고 상호 연결된 세계 사회의 한 원동력으로 종종 언급된다.
탈근대주의를 연구하는 학자들은 이와 같이 분립(分立)된 사회가 필연적으로 거짓에 대한 반작용으로서나 혹은 대서사(혹은 큰 이야기 meta-narrative)와 헤게모니(hegemony)의 단일화와 같이 포스트-모던으로 표현되는 응답/인식을 창조한다고 주장한다. 여기서의 ‘단일화’란 전통적 장르, 구조와 문체의 틀을 파괴하는 것을 의미한다고 할 수 있다. 또는 로고스 중심주의의 범주를 전복시킨 것이라는 의미로도 볼 수 있다.

## 영향
철학에서 탈근대주의는 포스트구조주의의 영향으로, 예술계에서 탈근대주의는 사실주의(Realism)와 근대주의의 반발 작용으로 일어났다고 보는 것이 일반적이지만 두 영역에서 서로 추구했던 점은 비슷하다고 볼 수 있다.
탈근대주의가 철학에서 생겨나기 시작한 것은 근대주의와 구조주의의 반발 작용이었다. 구조주의에 대항하는 목소리가 커지고 그것이 포스트구조주의로 이어지면서 탈근대주의가 생겨나게 된 것이다. 실제 포스트구조주의와 탈근대주의는 상당히 비슷한 개념이다. 이후 탈근대주의 철학자로 분류되는 철학자들이 생겨나게 되었고, 다양한 이론들이 제시되었다. 탈근대주의는 일률적인 것을 거부하고 다양성(多樣性)을 강조하였으며, 이성을 중시하며 등장한 근대주의가 추구한 정치적 해방과 철학적 사변도 하나의 이야기(거대 서사 혹은 큰 이야기)에 지나지 않음을 강조했다. 또한, 칸트가 순수 이성이 만들어낸 산물이라 했던 이념의 실현을 불가능하다고 주장함으로써 정치철학도 막대한 영향을 끼쳤다.
이렇듯 철학에 지대한 영향을 끼친 탈근대주의가 예술에 끼친 영향도 컸다. 예를 들어, 미술, 음악의 대중화와 미술에서 등장한 팝아트와 비디오아트, 음악에서 등장한 랩과 같은 장르의 발생을 들 수 있다. 이러한 장르는 기존의 예술과는 매우 다르게 개성이 넘치고 자율적이며 다양하다는 특징이 있는데 이는 탈근대주의와 부합한다고 볼 수 있다. 문학에서는 장르의 벽이 느슨해지고 전지적 시점보다는 다른 시점을 채택함으로써 현실감을 증대시키고 독자의 상상력을 중시하게 된다. 소설 따위의 마지막에 약간의 여운을 남겨두고 독자를 생각하게끔 하는 것도 탈근대주의의 영향으로, 작가 위주의 문학에서 벗어나 독자가 능동적으로 읽을 수 있도록 하는 것이 특징이다.

## 비판
포스트모더니즘에 대한 비판은 폭넓은 분야에서 이루어져 왔다. 대표적인 논지는 포스트모더니즘이 몽매주의를 부추기는 무의미한 사상이라는 것으로, 노엄 촘스키는 포스트모더니즘이 분석적이고 실증적인 지식에 아무런 기여를 하지 않으므로 무의미하다고 주장했다.
과학계에서 이를 유명하게 만든 계기 중 하나는 소칼 사건으로, 1996년 물리학자 앨런 소칼이 고의로 무의미한 논문을 포스트모던 문화비평 학술지에 투고하였다가 이것이 그대로 게재, 출판되며 일어난 논란이다. 사건 이후 앨런 소칼과 장 브리크몽은 공동 출판한 《지적 사기》에서 상세한 예시들을 들며 포스트모더니즘의 비학문성을 힐난하였고, 이후 리처드 도킨스 등 과학계의 인물들이 가세하여 포스트모더니즘의 유사과학적 성향을 비판하는 글을 썼다.

## 같이 보기
- 낯설게하기
- 탈주술화
- 혼합주의
- 관념론